# Juan de Segovia
Juan de Segovia (Segovia, 1395 – Aiton, 24 maggio 1458) è stato un teologo, arcivescovo cattolico e pseudocardinale spagnolo.

## Biografia
Prima della sua partecipazione al Concilio di Basilea, sappiamo solo che è stato arcidiacono di Villaviciosa, canonico della Cattedrale di Toledo e professore di teologia all'Università di Salamanca, ma è stato ipotizzato fosse uno dei figli di Diego Gonzalez di Contreras e Angelina di Grecia. 
Nel 1432 l'Università di Salamanca e Giovanni II di Castiglia lo inviarono come loro rappresentante al Concilio di Basilea, dove si distinse come uno dei più abili difensori del conciliarismo. In un primo momento tentò di mitigare il conflitto fra il Concilio e papa Eugenio IV, che aveva avuto modo di conoscere a Firenze nel 1435; successivamente divenne, però, uno dei più accaniti sostenitori della fazione rivoluzionaria del Concilio. Prese parte alla ventottesima sessione (1º ottobre 1437), in cui Eugenio IV venne dichiarato contumace, e alla trentatreesima (16 maggio 1439), in cui il papa venne dichiarato eretico. Nel marzo del 1439, Juan de Segovia rappresentò il concilio alla dieta di Magonza.
Dopo che Eugenio IV, il 25 giugno 1439, fu deposto dal Concilio, Juan de Segovia partecipò alla commissione incaricata di selezionare un numero di teologi che eleggessero il nuovo papa. Fu uno dei trentatré che il 5 novembre 1439 elessero l'antipapa Felice V. Come riconoscimento per i suoi uffici, il 12 ottobre 1440 fu nominato cardinale dall'antipapa, da cui ricevette il titolo di Santa Maria in Trastevere. Rappresentò Felice V nel 1440 al Parlamento di Bourges, nel 1441 alla dieta di Magonza e nel 1442 alla dieta di Francoforte.
Prima del 1444 si sottomise a papa Niccolò V.
Nel 1449, ricompostosi il piccolo scisma d'Occidente, Juan si dimise dal ruolo di cardinale, fu nominato vescovo di Saint-Paul-Trois-Châteaux il 24 luglio 1449 e il 13 ottobre 1451 fu traslato alla sede di San Giovanni di Moriana. Infine il 20 gennaio 1453 fu nominato arcivescovo titolare di Cesarea di Palestina e si ritirò nel monastero di Aiton, in Savoia. Durante il suo ritiro si dedicò alla ricerca di un dialogo pacifico con il mondo islamico: in particolare produsse un Corano trilingue, in arabo, castigliano e latino, grazie alla prezioso aiuto di Ice de Gebir - in arabo `Isâ Ibn Jabîr(عيسى بن جابر).
Morì il 24 maggio 1458.

## Opere
La sua opera letteraria più rilevante è una dettagliata cronaca del Concilio di Basilea, scritta tra il 1449 e il 1453.

### Altre opere
- De mittendo gladio in Saracenos, un rifiuto del Corano
- De processu Spiritus Sancti, Basilea, 1476, una difesa del Filioque contro la Chiesa ortodossa
- Concordantiae biblicae vocum indeclinabilium, Basilea, 1476, una concordanza biblica
- Una difesa dell'Immacolata Concezione, Bruxelles, 1664
- Trattati vari a supporto del Concilio